# Paradisanthus
Paradisanthus é um género botânico pertencente à família das orquídeas (Orchidaceae). Foi proposto por Reichenbach em 1852, designando o Paradisanthus bahiensis Rchb.f. como espécie tipo, e publicado em Botanische Zeitung. Berlin 10: 930. O nome do gênero vem do grego paradeisos, paraíso, e anthos, flor, ou flor do paraíso em referência à beleza das flores deste gênero o que, naturalmente, parece um exagero.

## Distribuição
Paradisanthus agrupa apenas quatro espécies terrestres humícolas Brasileiras, de crescimento cespitoso, que medram em matas secas e ralas, ou campinas ricas de detritos vegetais onde o sol penetra até o solo, desde o sul da Bahia até o Rio Grande do Sul. Seu centro de dispersão é a Serra do Mar.

## Descrição
Paradisanthus é uma gênero intermediário de Zygopetalum e Promenaea. No aspecto geral a planta se parece muito com a de Zygopetalum, porém bem menor. Seus pseudobulbos são pequenos e curtos, inicialmente ocultos pelas Baínhas foliares que formam pseudocaule. Apresentam uma ou duas folhas apicais herbáceas, levemente nervadas, lineares até lanceoladas, lisas, não plicadas porem sulcadas na face no local das nervuras que apenas se apresentam dorsalmente. A inflorescência é ereta, racemosa, excepcionalmente apresentando uma ou duas ramificações laterais, e brota das axilas das Baínhas foliares que protegem o pseudobulbo. As muitas e pequenas flores alvo-esverdeadas, espaçadas, abrem-se em sucessão durante diversas semanas.
Sépalas e pétalas de formato símilar, acumidadas e mais ou menos planas, levemente conchadas ou oblicuadas, as sépalas maiores que as pétalas.  Apresentam labelo versátil, com ungüículo curto e estreito, saquiforme na base, trilobado, com os pequenos lobos laterais, quase aurículas, na base ligados ao calo de seu disco, formando uma cavidade. A coluna é fina e curta com prolongamento pediforme. A antera é terminal, contém quatro polínias cerosas.
Aparentemente algumas das espécies entretanto são apenas variedades regionais de outras pois muito se parecem, tornando difícil sua identificação.